# Kerguelenaalscholver
De Kerguelenaalscholver (Leucocarbo verrucosus, synoniem: Phalacrocorax verrucosus) is een vogel uit de familie Phalacrocoracidae (Aalscholvers).

## Kenmerken
De bovenzijde, staart en dijen zijn zwart met een groene schijn. De onderzijde tot aan de keel is wit. Sommige vogels hebben witte vlekken op de rug en vleugels. De kop en de achterkant van de nek zijn diepblauw of –purper. Een zwarte kap zit onder de ogen tot de kin en de veren die de oren bedekken. De snavel is hoornkleurig of bruin. De ogen zijn hazelnootbruin. In het broedseizoen ontwikkelt hij een felle kobaltblauwe oogring en een geeloranje uitwas aan de basis van zijn snavel. De lichaamslengte bedraagt 65 cm, de spanwijdte 110 cm en het gewicht 1,5 tot 2,2 kg.

## Leefwijze
Het voedsel bestaat uit vis en zee-egels.

## Voortplanting
De Kerguelenaalscholver broedt in kolonies die meestal 3 tot 30 paren herbergen, maar soms ook tot 400 paren. De kolonies bevinden zich vaak dicht bij de kolonies van rotsspringers. Einde maart of begin april bouwen ze hun nest. De nesten bouwen ze van zeewier, takken en gras die met modder en guano bij elkaar gehouden worden. De nesten zijn tot 1 meter breed en 33 centimeter lang. Nesten van vorig jaar die nog in goede staat zijn, worden herbruikt, maar niet noodzakelijk door de vorige eigenaars. Einde oktober of einde november legt het vrouwtje 2 tot 4 eieren. Beide ouders bebroeden ze gedurende 29 dagen.

## Verspreiding en leefgebied
Deze soort is endemisch op de Kerguelen, een onherbergzame archipel in de zuidelijke wateren van de Indische Oceaan.